# Президентские выборы в Колумбии (2018)
Президентские выборы в Колумбии проходили 27 мая (1-й тур) и 17 июня (2-й тур) 2018 года Президент Хуан Мануэль Сантос не мог баллотироваться на третий срок.
После 1-го тура никто из кандидатов не набрал более 50 % голосов. Во 2-й тур вышли представитель консерваторов Иван Дуке Маркес и кандидат от левых сил Густаво Петро. Во 2-м туре Иван Дуке получил около 54 % голосов и стал президентом Колумбии.

## Избирательная система
Президент Колумбии избирается в ходе прямого голосования. В случае, если никто из кандидатов не набирает большинства голосов в 1-м туре, проводится 2-й тур с участием двух кандидатов, набравших наибольшее количество голосов избирателей.

## Основные кандидаты
| Партия/Коалиция | Партия/Коалиция | Кандидат в президенты  | Кандидат в вице-президенты |
| --------------- | --- | ---------------------- | -------------------------- |
|                 | Колумбийская коалиция - Гражданский компромисс - Альтерный демократический полюс - Зелёный альянс | Серхио Фахардо         | Клаудия Лопес Эрнандес     |
|                 | Колумбийская либеральная партия/ Социальный альянс коренных народов - Колумбийская либеральная партия - Движение Социальный альянс коренных народов                                                                              | Умберто де ла Калье    | Клара Лопес                |
|                 | Список нравственности - Альтернативное движение Социальный альянс коренных народов - Коалиция «Гуманная Колумбия» - Патриотический союз                                                                                          | Густаво Петро          | Ангела Мария Робледо       |
|                 | Большой альянс за Колумбию - Демократический центр - За честную и сильную Колумбию - Движение La Patria de Pie - Partido Somos Región Colombia - Свободная и справедливая Колумбия - Независимое движение абсолютного обновления | Иван Дуке Маркес       | Марта Лючия Рамирес        |
|                 | Команда Варгаса Льераса - Движение Команда Варгаса Льераса - Движение Ante Todo Colombia - Радикальная перемена - Социальная партия национального единства - Колумбийская консервативная партия                                  | Херман Варгас Льерас   | Хуан Карлос Пинзон         |
|                 | Мы все Колумбия | Хорхе Антонио Трухильо | Фреди Обандо Пинильо       |

## Результаты
| Кандидат                                                                         | Кандидат                             | Партия/Коалиция                                   | 1-й тур    | 1-й тур | 2-й тур    | 2-й тур |
| Кандидат                                                                         | Кандидат                             | Партия/Коалиция                                   | Голоса     | %       | Голоса     | %       |
| -------------------------------------------------------------------------------- | ------------------------------------ | ------------------------------------------------- | ---------- | ------- | ---------- | ------- |
|                                                                                  | Иван Дуке Маркес                     | Демократический центр/ Большой альянс за Колумбию | 7 569 693  | 39,14   | 10 373 080 | 53,98   |
|                                                                                  | Густаво Петро                        | Гуманная Колумбия/ Список нравственности          | 4 851 254  | 25,09   | 8 034 189  | 41,81   |
|                                                                                  | Серхио Фахардо                       | Колумбийская коалиция                             | 4 589 696  | 23,73   |            |         |
|                                                                                  | Херман Варгас Льерас                 | Команда Варгаса Льераса                           | 1 407 840  | 7,28    |            |         |
|                                                                                  | Умберто де ла Калье                  | PLC-ASI                                           | 399 180    | 2,06    |            |         |
|                                                                                  | Хорхе Антонио Трухильо               | Мы все Колумбия                                   | 75 614     | 0,39    |            |         |
|                                                                                  | Promotores Voto En Blanco            | Party of Ethnic Reclamation «PRE»                 | 60 312     | 0,31    |            |         |
|                                                                                  | Viviane Morales Hoyos                | Somos Región Colombia                             | 41 458     | 0,21    |            |         |
| Пустые бюллетени                                                                 | Пустые бюллетени                     | Пустые бюллетени                                  | 341 087    | 1,76    | 808 104    | 4,21    |
| Недействительные бюллетени                                                       | Недействительные бюллетени           | Недействительные бюллетени                        | 300 080    | -       | 295 499    | -       |
| Всего                                                                            | Всего                                | Всего                                             | 19 336 134 | 100     | 19 510 684 | 100     |
| Зарегистрированных избирателей/ Явка                                             | Зарегистрированных избирателей/ Явка | Зарегистрированных избирателей/ Явка              | 36 227 267 | 53,37   | 36 783 940 | 53,02   |
| Источник: El Tiempo Архивная копия от 23 июля 2018 на Wayback Machine Government |                                      |                                                   |            |         |            |         |